# Сушице (Клатови)
Сушице (чеш. Sušice) су град у Чешкој Републици. Сушице су град у оквиру управне јединице Плзењски крај, где припадају округу Клатови.

## Географија
Сушице се налазе у западном делу Чешке републике, близу државне границе са Немачком - граница је удаљена 20 км југозападно од града. Град је удаљен од 130 км западно од главног града Прага, а од првог већег града, Плзења, свега 70 км јужно.
Град Сушице је смештен на југозападу историјске покрајине Бохемије. Град лежи на ободу Средњочешке котлине, на приближно 470 м надморске висине. Кроз град протиче речица Отави.

## Историја
Подручје Сушица било је насељено још у доба праисторије. У раном средњем веку подручје насељавају Словени. Насеље под данашњим називом први пут се у писаним документима спомиње у 1223. године, а већ 1273. године добило је и градска права. Град је одувек имао чешку већину.
1919. године Сушице у постале део новоосноване Чехословачке. После Другог светског рата месни Немци су се присилно иселили из града у матицу. У време комунизма град је нагло индустријализован. После осамостаљења Чешке дошло је до опадања активности тешке индустрије и до проблема са преструктурирањем привреде.

## Становништво
Сушице данас имају око 12.000 становника и последњих година број становника у граду лагано опада. Поред Чеха у граду живе и Словаци и Роми.

## Партнерски градови
- Bundoran
- Алтеа
- Бад Кецтинг
- Белађо
- Гранвил
- Холстебро
- Houffalize
- Meerssen
- Niederanven
- Превеза
- Sesimbra
- Karkkila
- Sherborne
- Окселесунд
- Јуденбург
- Кесег
- Сигулда
- Тјури
- Звољен
- Пријенај
- Marsaskala
- Сирет
- Agros
- Шкофја Лока
- Трјавна
- Хојна

## Галерија
- Поглед на град Сушице
- Градска кућа Сушица
- Римокатоличка црква св. Вацлава
- Здање градског музеја